# Data- och systemvetarna
Data- och systemvetarna (DOS) var ett kårparti som registrerat sig för val till kårfullmäktige vid Stockholms Universitets Studentkår.
DOS var partipolitiskt och ideologiskt obundet. Dess viktigaste fråga var att studentkåren borde avpolitiseras, det vill säga att systemet med kårpartier borde ersättas av ett system med valkretsar. En annan fråga partiet drev var att bättre tillvarata intressena för de studenter som studerar på Stockholms universitets utbildningar i Kista genom att dessa skulle tillåtas bilda en egen studentkår.
DOS fick i kårvalet 2005 98 röster vilket räckte till två mandat (av 41). Genom förhandlingar blev posten som vice ordförande ändå deras. 2006 blev resultatet 142 röster, bara två röster ifrån ett tredje mandat. 
Partiet hade kopplingar till ämnesföreningen DISK.
I och med att DISK blev en enskild Studentkår 2008 försvann behovet för partiet att framföra sin syn om avpolitisering för de drivande personerna bakom och partiet är idag pensionerat.